# 스트리스방 L-60
스트리스방 L-60 전차(스웨덴어: Stridsvagn L-60) 또는 란스베르크 L-60 전차(스웨덴어: Landsverk L-60)는 스웨덴에서 개발한 스트리스방 전차 계열에 속하는 경정찰전차이다.
스트리스방 L-60 전차는 최초로 토션바를 사용했으며, 제2차 세계 대전에서는 헝가리군의 38M 톨디의 교본이 된 전차이기도 하다. 그리고 중립국의 전차이지만 중립국의 전차 치고는 많이 사용된 전차이기도 하다. 도미니카 내전에서는 도미니카 공화국 정부군이 몇십대 정도 사들여 미합중국이 개입한 파워팩 작전에 사용했는데, 8대 정도의 전차가 M48 패튼 전차 등에게 격파당했다.

## 개량형
스트리스방 L-60 전차에도 개량형은 존재한다.
- 스트리스방 m/38
- 스트리스방 m/39
- 스트리스방 m/40